# О сувим травама
О сувим травама (тур. Kuru Otlar Üstüne) јесте турска драма из 2023. редитеља Нурија Билгеа Џејлана. Сценарио су написали Нури Билге Џејлан, Ебру Џејан и Акин Аксу.
Главне улоге тумаче Дениз Целилоглу, Мерве Диздар и Мусаб Екици.
Филм прати учитеља који ради у руралној источној Анадолији. Он се нади да ће се преселити у Истанбул када је оптужен за злостављање ученика.
Филм је премијерно приказан у главној такмичарској секцији Филмског фестивала у Кану 2023. године, где је Диздар освојио награду за најбољу глумицу. Изабран је као турска пријава за најбољи међународни играни филм на 96. додели Оскара, али није номинован.
О сувим травама најављен је као један од деветнаест филмова изабраних за такмичарски део ИФФ у Кану; филм је премијерно приказан у Кану, где је имао светску премијеру 19. маја 2023.

## Продукција
О сувим травама је Џејланов девети дугометражни дугометражни филм, а његов десети укупно. Писање сценарија је трајало око две године, а снимање је почело у марту 2021. у Ерзуруму; кадрови природе су такође снимани у Адијаману. Курсат Уресин и Цехавир Сахин били су директори фотографије филма.
Филм је добио 470.000 евра из фонда Еуримаж Европског савета, поред ₺2 милиона добијених од турског Министарства културе и туризма. Филм је продуцирао NBC Film са француском Memento Production и немачком Komplizen Film, у копродукцији са Second Land, Film i Väst, Arte France Cinéma, Bayerischer Rundfunk, TRT Si̇nema, and Playtime.

## Пријем
На Rotten Tomatoes-у, 93% од 57 критика критичара је позитивно оценило филм, са просечном оценом 8,4/10. Консензус критичара сајта гласи: „ О сувим травама нас грије црним хумором кроз лагану и опширну зимску медитацију о људском стању“. На Мetacritic-у, филм има просечну оцену 88 од 100, на основу 22 рецензије критичара, што указује на „универзално признање“.